# 3655 Eupraksia
3655 Eupraksia eller 1978 SA3 är en asteroid i huvudbältet som upptäcktes den 26 september 1978 av den sovjetisk-ryska astronomen Ljudmila Zjuravljova vid Krims astrofysiska observatorium på Krim. Den är uppkallad efter en kvinna som levde på 1200-talet.
Asteroiden har en diameter på ungefär 36 kilometer och den tillhör asteroidgruppen Hilda.